# Lorena Matzen
Lorena María Matilde Matzen (Allen, 23 de febrero de 1979) es una técnica y política argentina, perteneciente a la Unión Cívica Radical (UCR). Desde el 10 de diciembre de 2017 ejerció como Diputada Nacional por la provincia de Río Negro, con mandato hasta 2021. Fue vicepresidenta del Comité Provincial de la Unión Cívica Radical de Río Negro desde 2018, sucediendo como presidente a Darío Berardi tras su renuncia en julio de 2019,  ejerciendo Matzen la presidencia de la UCR rionegrina desde entonces.

## Carrera política
Lorena Matzen estudio Tecnicatura en Comunicación y Turismo 
Desde 1999 hasta 2003, se desempeñó como Secretaria Administrativa de la Presidencia en el Concejo Deliberante de Allen, y luego como Secretaria del Bloque Legislativo desde el 2003 al 2007.
En el 2007, fue Directora de Juntas Vecinales de la Municipalidad de Allen y desde fines del 2007 hasta el 2011, estuvo a cargo de la Subdirección de Cooperativas y Mutuales en el Gobierno de la Provincia de Río Negro.
En el 2017 con el apoyo de casi la totalidad de las mujeres radicales de Río Negro y con un fuerte respaldo de su partido, logró encabezar la lista a diputados nacionales de la Alianza Cambiemos, dando sorpresa en las PASO y siendo electa Diputada Nacional el 22 de octubre de 2017. 
Durante su gestión como diputada, se manifestó a favor de la Ley de Interrupción Voluntaria del Embarazo, votando a favor de la misma. Además, fue impulsora de proyectos importantes como Ficha Limpia y Boleta Única de Papel, formó parte de las comisiones de turismo, economías regionales, Cooperativismo entre otras.
Presentó más de mil proyectos de ley/resolución/declaración entre los que se encuentran pedidos de informes y proyectos que tienen que ver con la realidad Rionegrina, como la producción, el turismo y la falta de entrega de herramientas a los colegios públicos Rionegrinos por parte del estado nacional. Defendió la zona desfavorable durante la gestión de Macri, lo que llevó a una relación más tensa con el gobierno oficialista del 2015-2019 del cual formaba parte. 
Tuvo un fuerte compromiso con la quita de impuestos y se negó en el recinto en más de una oportunidad a aumentar los ya existentes, acompañando de esta forma a la clase media y a aquellas PyMES generadoras de empleo y riquezas.
Matzen además nunca dejó de recorrer la provincia e hizo miles de kilómetros para conocer en persona las necesidades y la realidad de Río Negro, nutriendo de esta forma la banca, con proyectos que le eran propios o que le acercaban los vecinos. 
En el 2019 la alianza Cambiemos de la provincia de Río Negro la llevó como candidata a gobernadora de dicha provincia, obteniendo el tercer lugar y siendo la primera mujer Radical en ser candidata a gobernadora en la Argentina llevando como compañera de fórmula a Flavia Boschi, del partido Propuesta Republicana (PRO). 
En 2021 el candidato que ella impulsaba para el comité central de la UCR rionegrina pierde contra Yamil Direne, exintendente de Valcheta, quien falleció y ocupó su lugar la vicepresidenta siguiente de la lista ganadora. Aun así, Matzen logró que su sector ganara la presidencia de la Convención Partidaria, máximo órgano de gobierno del partido, que esta presidido por el EXIntendente de Bariloche, Marcelo Cascon, perteneciente al sector interno de la diputada Matzen.
En el 2021, año que finalizaba su mandato fue quien impidió la ruptura de JxC en Río Negro y tras varios días de negociaciones decidió acompañar al candidato Radical Mario De Rege para retener la banca que ella representaba, argumentaba su deber de tener conducta partidaria para con la Unión Cívica Radical y la responsabilidad que sobre ella pesaba para acompañar y que la banca se quede en su espacio. De esta forma se enfrentaría al Candidato del PRO Aníbal Tortoriello en las PASO.
Los Resultados de las PASO dieron como vencedor a Tortoriello, ubicándose la lista de Matzen por detrás. Pasadas estas elecciones la diputada se encontraba trabajando para el candidato vencedor, cuando este y de manera sorprendente le solicitó que "se corriera de la campaña, por su posición a favor de la legalización del aborto" hay que destacar que el candidato del Macrismo utilizaba a las Iglesias Evangélicas como locales de campaña. De esta forma tortoriello se llevó el espaldarazo de la mayoría de los comités y militantes radicales, debido a su reprochable actitud para con la diputada. En las elecciones generales, JXC casi pierde su banca de representación en la HCDN por escasos 700 votos en toda la provincia.
En las elecciones de abril de 2023, la Unión Cívica Radical de Río Negro participó del denominado “Gran Acuerdo Rionegrino” que llevó a Alberto Weretilneck nuevamente a la Gobernación de la provincia. La UCR tuvo un rol importante en dicha estrategia ya que aportó una significativa cantidad de votos para lograr el triunfo provincial, a su vez Matzen encabezó la nómina de Legisladores del partido, logrando 2 bancas en la Legislatura provincial y recuperando la representación parlamentaria del partido. A su vez la estrategia adoptada por la UCR  logró que el partido recupere músculo político y territorial, triunfando en las elecciones de Allen, Valcheta, Guardia Mitre, Chichinales, Coronel Belisle, Ingeniero Jacobacci, Dina Huapi y cogobernar Cipolletti y Sierra Grande, además de un gran número de Concejales y Revisores de cuenta.

## Trabajo legislativo
Es autora del proyecto de ley de Imprescriptibilidad de los delitos de abuso sexual infantil, tuvo una fuerte participación en el proyecto de ficha limpia, que busca que aquellas personas condenadas por causas de corrupción, entre otros delitos, no puedan acceder a un cargo público. En el 2018 voto a favor del proyecto de interrupción voluntaria del embarazo, defendiendo el derecho de la mujer a decidir sobre su propio cuerpo.
Durante el 2020, la diputada tuvo una fuerte presencia por la grave situación que atraviesan los vecinos de Bariloche y la comarca andina, producto de la inseguridad generada por quienes se arrogan ser descendientes de pueblos originarios y toman, destruyen y lastiman propiedades públicas y privadas de la zona, no teniendo siquiera un respeto por las personas que transitan día a día por la zona. La verdad es que estos delincuentes no cuentan con la documentación que los acredite como comunidad y ni siquiera cumplen con los requisitos que las leyes argentinas y rionegrinas disponen, y agreden a aquellas comunidades si existentes que cumplen con todo esto.